# Martin Odersky
Martin Odersky   (Lausana, 5 de setembre de 1958) és un informàtic alemany, professor de mètodes de programació a l'Escola Politècnica Federal de Lausanna. Es va especialitzar en l'anàlisi estàtica de codi i els llenguatges de programació. Va concebre els llenguatges de programació Scala i Generic Java. El 2007 fou nomenat membre de l'Association for Computing Machinery. El 2011 va fundar Typesafe Inc., empresa dirigida a donar suport i promoure el llenguatge Scala, on és actualment el director i arquitecte en cap.